# Il vedovo allegro
Il vedovo allegro è un film del 1950 diretto da Mario Mattoli.

## Trama
A Cannes, Bebè il grande artista di varietà dirige un locale chiamato "Il vedovo allegro" per via della perdita prematura di sua moglie. Ma a Sanremo si trova sua figlia malata di cui tutti ignorano l'esistenza: gli equivoci cominciano quando Bebè s'innamora di una donna.